# Etnobotanik
Etnobotanik er studiet af forholdet mellem planter og mennesker. Etnobotanik regnes som en undergren af etnobiologi. Etnobotanik studerer forholdet mellem (brug af) planter i de menneskelige kulturer. Etnobotanikken studerer således, hvorledes planter er blevet anvendt eller anvendes i menneskelige samfund og indbefatter planter anvendt til byggeri, værktøj, værdiformidler, klæder, ritualer, socialt liv, musik, mad samt til medicin. For tiden studeres især økonomisk botanik, bæredygtigt jordbrug og jordbrugsetik.
Nutidige studier inkluderer økonomisk botanik, bæredygtigt, medicinalkemi, jordbrug og etik.

## Etnobotanikkens historie
Selv om begrebet "etnobotanik" først blev taget i brug fra 1895 af den amerikanske botaniker Harshberger, begyndte feltets historiske aktivitet langt tidligere. I år 77 udgav den græske kirurg Dioskorides "de materia medica", som var et katalog over henved 600 planter omkring Middelhavet. Værket indbefatter også oplysninger om, hvordan grækerne anvendte planterne, især medicinsk anvendelse. Denne illustrerede urtebog indeholdt oplysninger om, hvordan og hvornår hver enkelt plante blev samlet, om den var giftig eller ej, dens faktiske anvendelse, og hvorvidt den var spiselig (opskrifter var såre fornuftigt taget med). Dioskorides vurderede den økonomiske værdi af planter. De lærde udnyttede denne urtebog i generationer, men det var først efter middelalderen, at emnet blev underlagt mere indgående studier.
I 1542 førte renæssancekunstneren Leonhart Fuchs an i videnskabens genoptagelse af dette emne. Hans "de historia stirpium" katalogiserede 400 planter voksende i Tyskland og Østrig.
John Ray (1686–1704) gav den første definition af "art" i sit "historia plantarum": en art er en kreds af individer, som ved reproduktion giver ophav til nye individer, der ligner dem selv.
I 1753 skrev den svenske botaniker Carl von Linné "species plantarum", som medtog oplysninger om henved 5.900 planter. Linné er berømt for at have opfundet den biologiske nomenklatur, hvor alle arter (mineralske, vegetabilske eller animalske) har et to-leddet navn: (slægt og art).
I det 19. århundrede nåede man et højdepunkt i den botaniske forskning. Alexander von Humboldt indsamlede data fra den nye verden, og den berømte Kaptajn Cook medbragte oplysninger om planter tilbage fra det sydlige Stillehav. Mange store botaniske haver blev anlagt på denne tid.
Edward Palmer indsamlede genstande og botaniske prøver fra folkene i det vestlige Nordamerika (Great Basin-regionen) og Mexico i tiden fra 1860-erne til 1890-erne.
Under indtryk af den voksende mængde af oplysninger, der blev samlet ind, blev forskningsområdet "aboriginsk botanik" grundlagt. Aboriginsk botanik er studiet af alle former fra den vegetabilske verden, som anvendes af urbefolkninger til mad, medicin, klæder, ornamenter med mere.
Den første person, som begyndte at studere planteverdenens emiske perspektiv, var den tyske læge Leopold Glück, som arbejdede i Sarajevo i slutningen af det 19. århundrede. Hans udgivne arbejde om planters medicinske anvendelse hos den landlige befolkning i Bosnien fra 1896 må anses for at være det første moderne etnobotaniske arbejde.
Botanikeren John W. Harshberger brugte begrebet etnobotanik i 1895, da han underviste ved University of Pennsylvania. Skønt udtrykket først blev brugt i 1895, går den praktiske interesse for etnobotanik tilbage til civilisationens begyndelse, da folk var henvist til planterne som en måde at overleve på.
Andre forskere analyserede anvendelsen af planter fra de oprindelige kulturers perspektiv i begyndelsen af det 20. århundrede, fx Matilda Coxe Stevenson: Ethnobotany of the Zuñi Indians (1915), Frank Cushing: Zuni foods (1920), og den samordnede indsats ved Wilfred Robbins, J.P. Harrington og Barbara Freire-Marreco: Ethnobotany of the Tewa Indians (1916).
Fra begyndelsen var de etnonotaniske indsamlinger og undersøgelser ikke særligt pålidelige og ofte heller ikke brugbare. Det skyldtes, at botanikere og antropologer ikke sammenlignede deres resultater. Botanikerne koncentrerede sig om at identificere planterne og om anvendelsen af dem, men ikke om, hvordan planterne passede ind i folks liv. Modsat var antropologerne interesserede i planternes kulturelle rolle og ikke i den naturvidenskabelige side af sagen. Derfor indeholder tidlige, etnobotaniske data i virkelighden ikke begge sider. Et stykke inde i det 20. århundrede begyndte botanikere og antropologer endelig at samarbejde, og så kunne indsamlingen af pålidelige, detaljerede data begynde.

## Moderne etnobotanik
Fra og med det 20. århundrede har det etnobotaniske felt oplevet en forskydning fra indsamling af rå data til en mere omfattende metodologisk og konceptuel reorientering. Dette indebar også starten på akademisk etnobotanik.
I dag stiller emnet etnobotanik krav om et bredt spektrum af færdigheder strækkende sig fra botanisk evne til at identificere og opbevare planteprøver over antropologisk træning i at lære sig at forstå de kulturelle koncepter omkring opfattelsen af planter til evnen til at kunne stille spørgsmål inden for de ulige kulturer (mellemmenneskelige færdigheder), lingvistisk oplæring (i det mindste tilstrækkeligt til at kunne oversætte de indfødte navn og for at forstå den indfødte morfologi, syntaks og semantik). Udtømmende kendskab til alle disse områder kræves dog ikke af den enkelte etnobotaniker - den bedste måde at arbejde på er som oftest i grupper.

## Dansk etnobotanik
For Danmarks vedkommende kan som den første etnobotaniker (og en af de første i Europa overhovedet) regnes naturhistorikeren Peter Forsskål (1732-1763, født i Finland), som havde studeret under Carl von Linné og som under Den Arabiske Rejse 1761-1767 (mest kendt for Carsten Niebuhrs deltagelse) anførte den medicinske brug af en plante, et dyr eller disses dele, når han opdagede eller blev opmærksom på et sådant brug. Desuden indsamlede Forsskål selv en materia medica hos apotekere i Cairo, og denne lægemiddelfortegnelse, som er på 565 forskellige typer lægemidler, udgjorde sidste kapitel i Forsskåls Descriptiones Animalium.
I nyere tid var en førende danske etnobotaniker J.V. Brøndegaard (1898-1993), som med sit firebindsværk, Folk og Flora (1978) opbyggede et grundlag for senere forskning på dette felt..

## Norsk etnobotanik
Den førende norske etnobotaniker var professor Ove Arbo Høeg (1898–1993), som med Planter og tradisjon: Floraen i levende tale og tradition i Norge 1925-1973 fra 1974 præsenterede et omfattende standardværk baseret på bred folkemindeindsamling og biologisk viden (en forkortet udgave af bogen blev udgivet i 1985 under titlen Ville vekster til gagn og glede).
Høeg udgav i 1981 Eineren i norsk natur og tradisjon (udvidet udgave i 1996), som blev første bind i Norsk Skogbruksmuseums bogserie Treslagenes kulturhistorie. Serien omfatter til dato bøger om selje-pil, ask, alm, lind og en bog om hæg og hassel.